# マミレル
「マミレル」（Mamillel）は、木村カエラの楽曲で18枚目のシングル。2012年5月16日に日本コロムビアから発売された。

## 解説
前作「喜怒哀楽 plus 愛」から約9か月ぶりとなる新曲であり、「マミレル」は、テレビ朝日系のテレビドラマ『都市伝説の女』の主題歌に使用。作曲は、NATSUMENのAxSxE。カップリング曲は會田茂一が作曲を担当した「BMX」。
初回限定盤には、2011年に開催された女性限定ライブ〈オンナク祭〉の模様を収録したDVDが付属。

## ディスクジャケット
ジャケットは、衣装やセットをはじめ髪も顔も首も腕も肌の見えるところは、全部ピンクまみれとなっている。これは、木村が本作発売が決まる前から“まっピンクの世界にまみれたい”と思っていたそうで「ちょうど『マミレル』っていう曲の歌詞を書いていた時期と重なって。ぴったりじゃん」と思い、そのままピンクの世界にまみれてみたという。

## 収録曲
全作詞：Kaela

### CD
1. マミレル [3:36]
  - 作曲：AxSxE
2. BMX [4:00]
  - 作曲：會田茂一
3. マミレル（instrumental）
4. BMX（instrumental）

### 初回限定盤DVD
1. A winter fairy is melting a snowman
2. Yellow
3. Make my day!
4. KEKKO
5. TREE CLIMBERS
6. うたうらら
7. チョコレート
8. BEAT
9. 喜怒哀楽 plus 愛
10. Magic Music

アンコール
1. 8EIGHT8
2. Super girl

## 収録アルバム
- Sync (#1)